# Palya Bea

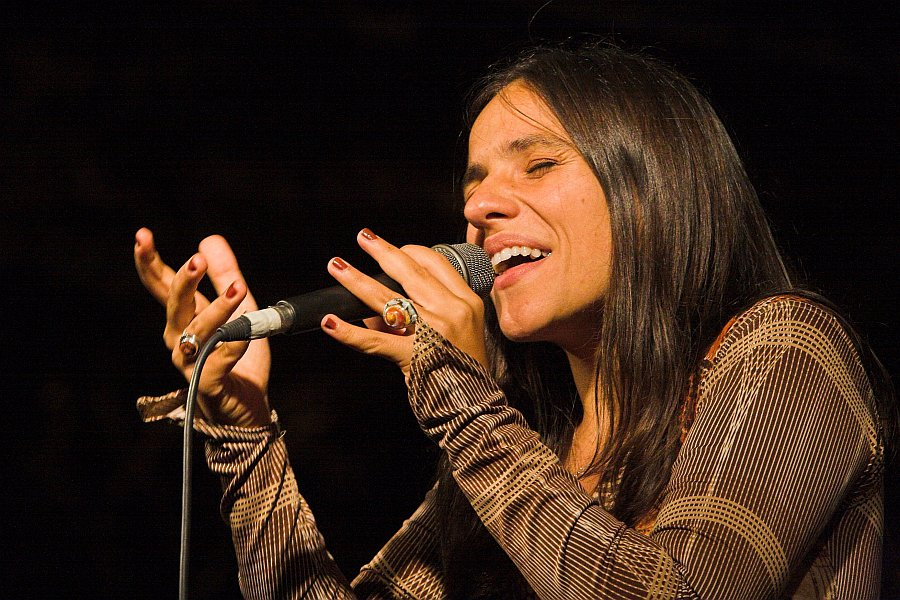

Palya Beáta, ismertebb nevén Palya Bea (Makó, 1976. november 11. –) Prima-díjas és kétszeres Artisjus-díjas magyar népdalénekes, előadóművész.

## Életútja
Gyermekkorát a Pest megyei Bagon töltötte, a falu néptánccsoportjában hatéves kora óta táncolt és énekelt a Muharay Elemér Népi Együttes tanárai segítségével. Az Apáczai Csere János Gimnázium elvégzése után, 1994-től az ELTE néprajz szakára járt. 2002-ben szerzett diplomát.
1992-től a Zurgó együttes, 1996-tól a Laokoón csoport énekese volt. 1997-től 2002-ig Szőke Szabolcs Hólyagcirkusz Társulatának tagja, időközben pedig 2000-ben Monori Andrással megalapította a világzenei Folkestra együttest. 2002-ben a budapesti Francia Intézet ösztöndíjasaként Párizsban tanult Kakoli Sengupta indiai énekesnél. Hazatérve, 2003-ban megkezdte szólista karrierjét.
Sokoldalú előadó, magyar, cigány és bolgár népzenén nevelkedett, később más népek zenéiről is tanult (szefárd zene, indiai zene). Közreműködött egyéb műfajokban is (világzene, jazz). Népzene-előadói munkássága mellett Weöres Sándor kitalált 19. századi költőnője, Psyché frivol verseit is előadta Gryllus Samu megzenésítésében. 
2004-ben az athéni olimpia kulturális nyitófesztiválján magyarul énekelte Mánosz Hadzidákisz görög zeneszerző műveit.
2005-ben megalapította saját együttesét (Palya Bea Quintet együttes), s velük koncertezik bel- és külföldön egyaránt, de szólóban is gyakran fellép. A 2000-es évek második felétől munkásságában egyre hangsúlyosabbak saját szerzeményei, dalai. 
Néhány a fontosabb zenészek és zeneszerzők közül, akikkel együtt dolgozott: Gryllus Samu, Monori András, Szőke Szabolcs, Szokolay Dongó Balázs, Dés András, Bolya Mátyás, Lamm Dávid, Barcza-Horváth József, Fassang László, Sebő Ferenc, Kiss Ferenc, Gryllus Dániel, Balázs Elemér, Nagy János, Eötvös Péter, Michael Moricz, Bert van Laethem, Kristof Roseeuw, Helena Booksle, Michel Montanaro.
Külföldön fellépett a Carnegie Hallban (New York), a Kennedy Centerben (Washington), a Covent Gardenban (London), a Concertgebouw-ban és a Bimhuisban (Amszterdam), a Kitara Concert Hallban (Szapporo).
2008-tól éneket tanít és zenei mentorálással is foglalkozott. Első, önéletrajzi esszékötete Ribizliálom címmel 2011 októberében jelent meg.
2012 októberében életet adott Lili, 2017 januárjában pedig Panni nevű kislányának.

## Diszkográfia
- Folkestra: Mamikám, Orpheia, 2001
- Ágról-ágra. Tradition in motion, Orpheia, 2003
- Álom-álom, kitalálom: Énekelt mese, Gryllus Samuval és Bolya Mátyással, Gryllus, 2004
- Szeretetből jöttél erre a világra, Gryllus, 2007
- Adieu les complexes, Sony Music Entertainment, 2008, a megjelenés évében felkerült a European World Music Chartra a 20. helyen
- Egyszálének, Sony Music Entertainment, 2009
- Én leszek a játékszered, Gryllus Samuval közös produkció, Sony Music Entertainment, 2010
- Ezeregy szefárd éjszaka: Élő koncertfelvételek, Sony Music Entertainment, 2012
- A nő, MG Records, 2014
- Tovább nő, MG Records, 2016
- Nappali dalok, Palya Bea Produkció, 2016
- Hazatalálok, MG Records, 2018
- Élet, Palya Bea Produkció, 2020
- Tüzet viszek, Palya Bea Produkció, 2022
- LéleKzet, Palya Bea Produkció, 2022
- Baba HANGoló dalok, Palya Bea Produkció, 2024
- Fénydalok, Palya Bea Produkció, 2025

## Közreműködései
- Etnofon Zenei Társulás és Palya Bea: Szőke Anni balladája; album: Amikor én még kissrác voltam (Tisztelgés az Illés zenekar előtt) 2005
- 2006-ban ő készítette Tony Gatlif Transylvania című filmjének zenéjét, amelynek több jelenetében is játszott.

## Kötetei
- Palya Bea–Weöres Sándor: Psyché; ill. Gyulai Líviusz; Helikon, Bp., 2005 (Hangzó Helikon) + CD
- Ribizliálom; Libri, Bp., 2011 + CD
- Altatok. Dalok, versek Álomország kapujában és azon túl; ill. Szottfried Zsófia; Kolibri, Bp., 2012 + CD
- Nappali dalok. Új dalok, zenés játékok; szöveg, zene Palya Bea, ill. Petrók Ildi; Bookline, Bp., 2016 + CD

## Díjak, elismerések
- Artisjus-díj (2002)
- Aphelandra Humanitárius Díj (2006)
- A Magyar Kultúra Nagykövete (2007)
- A Magyar Köztársasági Érdemrend lovagkeresztje (2007)
- Márciusi Ifjak-díj (2009)
- Prima díj (2009)
- Budapestért díj (2009)[2]
- Artisjus-díj (2010)
- Fonogram-díj (2019)
- Pest megyei Prima díj (2022)[3]